# Bistum León
Das Bistum León (lat.: Dioecesis Legionensis) ist eine in Spanien gelegene römisch-katholische Diözese mit Sitz in León.

## Geschichte
Das Bistum León wurde im 4. Jahrhundert errichtet. Infolge der Islamischen Expansion ging das Bistum León unter. Es konnten keine Bischöfe für León ernannt werden. Erst 792 konnte das Bistum León infolge der Reconquista erneut errichtet werden. Im Jahre 1063 brachte König Ferdinand I. von Kastilien und León die Reliquien des Heiligen Isidor von Sevilla nach León. Am 15. April 1104 wurde das Bistum León zum immediaten Bistum.
1851 wurde das Bistum León dem Erzbistum Burgos als Suffraganbistum unterstellt. Das Bistum León wurde am 27. Oktober 1954 dem Erzbistum Oviedo unterstellt.

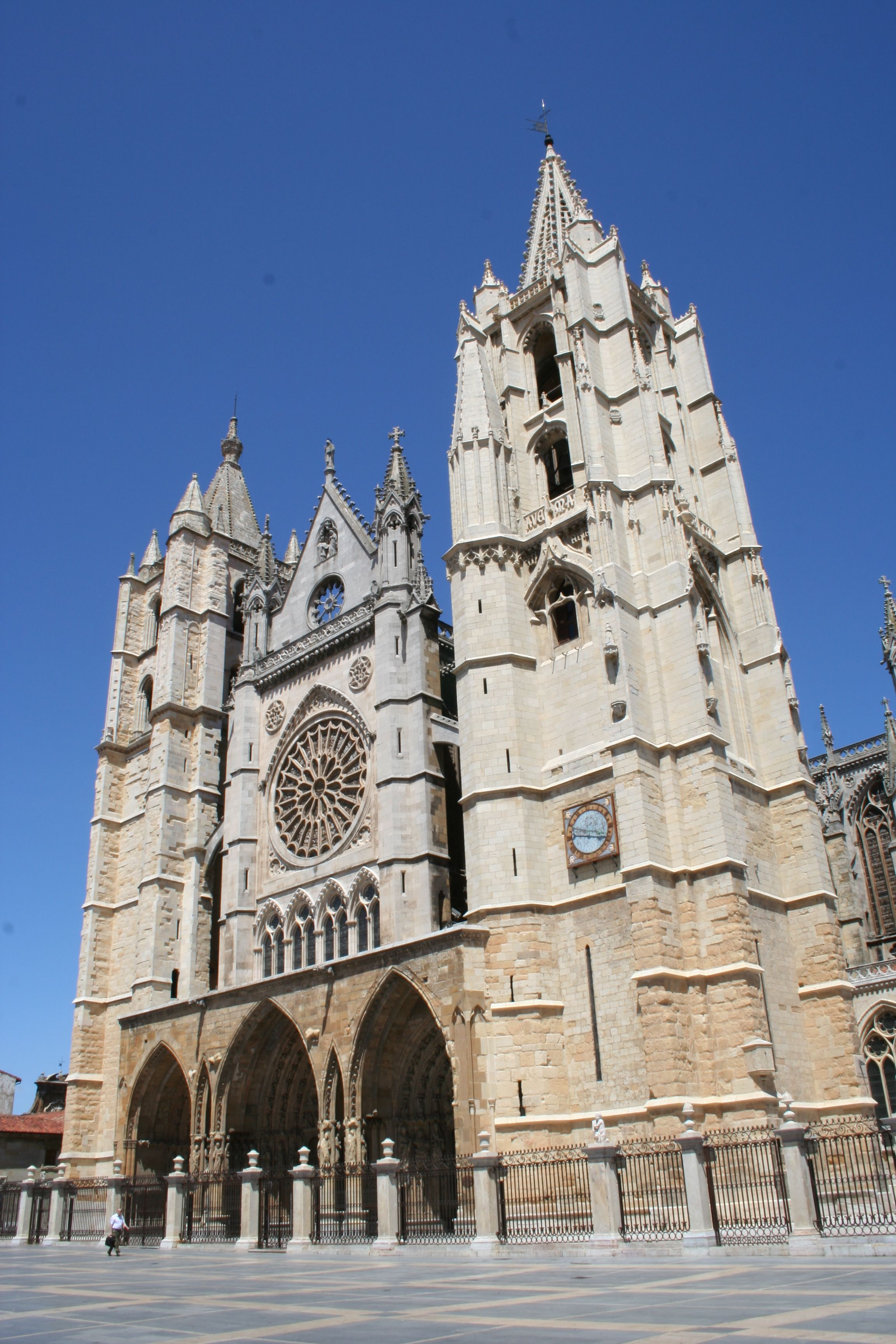
Kathedrale Santa María del Camino in León